# جوجل سكاي
جوجل سكاي هي خدمة تتبع جوجل إيرث وتمكن المستخدم من مشاهد السماء والفضاء الخارجي عبر الإنترنت. تم إنشاء البرنامج في 27 أغسطس 2007. التطبيق يسمح للمستخدمين لعرض ومشاركة الصور من وكالة ناسا، ومسح سلووان الرقمي للسماء، ومرصد هابل الفضائي.